# راوند تبيتي
راوند تبيتي (الاسم العلمي:Rheum tibeticum) هو نوع من النباتات يتبع جنس الراوند من الفصيلة البطباطية.